# Biegi narciarskie na Zimowych Igrzyskach Olimpijskich 2002 – sztafeta 4 × 10 km mężczyzn
Sztafeta 4 x 10 km mężczyzn podczas Zimowych Igrzysk Olimpijskich 2002 w Salt Lake City została przeprowadzona 17 lutego. Zawody odbywały się na trasach w Soldier Hollow, a przystąpiło do nich 60 zawodników z 15 państw. Mistrzostwo olimpijskie w tej konkurencji wywalczyła reprezentacja Norwegii w składzie: Anders Aukland, Frode Estil, Kristen Skjeldal i Thomas Alsgaard.

## Wyniki
| Pozycja | Kraj                                                                                         | Czas      | Strata  |
| ------- | -------------------------------------------------------------------------------------------- | --------- | ------- |
| 01 !    | Norwegia · Anders Aukland · Frode Estil · Kristen Skjeldal · Thomas Alsgaard                 | 1:32:45,5 | -       |
| 02 !    | Włochy · Fabio Maj · Giorgio Di Centa · Pietro Piller Cottrer · Cristian Zorzi               | 1:32:45,8 | +0,3    |
| 03 !    | Niemcy · Jens Filbrich · Andreas Schlütter · Tobias Angerer · René Sommerfeldt               | 1:33:34,5 | +49,0   |
| 4       | Austria · Alexander Marent · Michaił Botwinow · Gerhard Urain · Christian Hoffmann           | 1:34:04,9 | +1:19,4 |
| 5       | Stany Zjednoczone · John Bauer · Kris Freeman · Justin Wadsworth · Carl Swenson              | 1:34:05,5 | +1:20,0 |
| 6       | Rosja · Siergiej Nowikow · Michaił Iwanow · Witalij Dienisow · Nikołaj Bolszakow             | 1:34:50,1 | +2:04,6 |
| 7       | Czechy · Martin Koukal · Jiří Magál · Lukáš Bauer · Petr Michl                               | 1:35:31,3 | +2:45,8 |
| 8       | Francja · Alexandre Rousselet · Christophe Perrillat · Vincent Vittoz · Emmanuel Jonnier     | 1:35:50,8 | +3:05,3 |
| 9       | Estonia · Raul Olle · Andrus Veerpalu · Jaak Mae · Meelis Aasmäe                             | 1:36:07,0 | +3:21,5 |
| 10      | Szwajcaria · Wilhelm Aschwanden · Reto Burgermeister · Patrik Mächler · Gion-Andrea Bundi    | 1:37:26,4 | +4:40,9 |
| 11      | Finlandia · Kuisma Taipale · Karri Hietamäki · Teemu Kattilakoski · Sami Repo                | 1:37:41,8 | +4:56,3 |
| 12      | Japonia · Masaaki Kōzu · Hiroyuki Imai · Mitsuo Horigome · Katsuhito Ebisawa                 | 1:37:50,5 | +5:05,0 |
| 13      | Szwecja · Urban Lindgren · Mathias Fredriksson · Niklas Jonsson · Morgan Göransson           | 1:37:59,5 | +5:14,0 |
| 14      | Kazachstan · Andriej Gołowko · Pawieł Rjabinin · Nikołaj Czebot´ko · Andriej Niewzorow       | 1:38:20,8 | +5:35,3 |
| 15      | Białoruś · Roman Wirolajnen · Mikałaj Siemienjako · Alaksandr Sannikau · Siarhiej Dalidowicz | 1:42:12,0 | +9:26,5 |